# Lovejoy (Band)
Lovejoy ist eine englische Indie-Rock-Band aus Brighton. Kopf und Sänger der Band ist Wilbur Soot, der zuvor als YouTuber bekannt geworden war. Mit der EP Pebble Brain hatte die Band 2021 ihren Durchbruch in England, Nordeuropa und Neuseeland.

## Bandgeschichte
In den späten 2010er Jahren war William Gold Mitglied des YouTube-Humorchannels SootHouse und nannte sich Wilbur Soot. 2019 legte er einen eigenen Channel für Let’s Plays und eigene Videos an. Dort begann er auch, eigene humorvolle Songs hochzuladen. SootHouse und auch sein eigener Channel hatten Zugriffszahlen bis zu mehreren Millionen und so wurde er auch als Musiker bekannt. Mit dem Song Your New Boyfriend schaffte er es zum Jahresende 2020 sogar in die britischen Singlecharts.
Danach schloss er sich mit dem Gitarristen Joe Goldsmith, dem Bassisten Ash Kabosu und dem Schlagzeuger Mark Boardman zusammen und gründete die Band Lovejoy. Der Name Lovejoy stammt von einem von Wills Freunden, der Benedict Lovejoy heißt. Im Frühjahr 2021 veröffentlichten sie ihre erste EP Are You Alright?, von der es drei Songs in die Singlecharts schafften. Als erfolgreichstes Lied kam One Day auf Platz 54. Die zweite EP Pebble Brain (Oktober 2021) erreichte Platz 12 der Albumcharts und war auch im Ausland erfolgreich, vor allem in Nord- und Nordwesteuropa sowie in Neuseeland.
Im Dezember 2021 veröffentlichte die Band die Single Knee Deep at ATP, welches ein Cover des gleichnamigen Songs von der Band Los Campesinos! ist. Im Jahr 2022 sangen sie den Crywank-Song Privately Owned Spiral Galaxy, als Teil des Crywank-Albums Here You Go, You Do It.
Am 13. Mai 2022 spielten sie zum ersten Mal live in der UnBarred Brewery in Brighton unter dem Namen Lampwith Sock. Am 7. April veröffentlichte die Band From Studio 4 unter dem Namen Anvil Cat. Die EP ist eine Akustikversion von Are You Alright?, sowie den Introsong Tomorrow. Ende April nahm die Band am Spotify Event Our Generation in London teil. Im Zuge dessen veröffentlichte die Band eine Akustikversion von Call Me What You Like und eine Coverversion von The Perfect Pair von Beabadoobee. Ihre Musik habe die Band laut William Gold bereits länger bewundert. Schon Ende 2022 nahm die Band ihre dritte EP Wake Up & It’s Over auf, welche am 12. Mai 2023 veröffentlicht wurde. Am 10. Februar 2023 wurde bereits Call Me What You Like als Singleauskopplung veröffentlicht.

## Diskografie

### EPs
| Jahr | Titel               | Höchstplatzierung, Gesamtwochen, AuszeichnungChartplatzierungen (Jahr, Titel, Platzierungen, Wochen, Auszeichnungen, Anmerkungen) | Höchstplatzierung, Gesamtwochen, AuszeichnungChartplatzierungen (Jahr, Titel, Platzierungen, Wochen, Auszeichnungen, Anmerkungen) | Höchstplatzierung, Gesamtwochen, AuszeichnungChartplatzierungen (Jahr, Titel, Platzierungen, Wochen, Auszeichnungen, Anmerkungen) | Anmerkungen                            |
| Jahr | Titel               | DE | UK | US | Anmerkungen                            |
| ---- | ------------------- | --- | --- | --- | -------------------------------------- |
| 2021 | Pebble Brain        | — | UK12 Silber · (4 Wo.)UK | — | Erstveröffentlichung: 14. Oktober 2021 |
| 2023 | Wake Up & It’s Over | DE87 (1 Wo.)DE | UK5 (1 Wo.)UK | US94 (… Wo.)US | Erstveröffentlichung: 12. Mai 2023     |

### Singles
| Jahr | Titel Album                               | Höchstplatzierung, Gesamtwochen, AuszeichnungChartsChartplatzierungen (Jahr, Titel, Album, Platzierungen, Wochen, Auszeichnungen, Anmerkungen) | Anmerkungen                            |
| Jahr | Titel Album                               | UK | Anmerkungen                            |
| --- | ----------------------------------------- | --- | -------------------------------------- |
| 2023 | Call Me What You Like Wake Up & It’s Over | UK32 (2 Wo.)UK | Erstveröffentlichung: 10. Februar 2023 |
| 2023 | Normal People Things –                    | UK27 (1 Wo.)UK | Erstveröffentlichung: 6. Oktober 2023  |
| Folgende Lieder erschienen nicht als Single, wurden aber durch das Album zum Download und Streaming bereitgestellt und konnten somit eine Platzierung erlangen: |                                           | |                                        |
| |                                           | |                                        |
| 2021 | One Day Are You Alright?                  | UK54 (3 Wo.)UK |                                        |
| 2021 | Taunt Are You Alright?                    | UK75 (2 Wo.)UK |                                        |
| 2021 | Sex Sells Are You Alright?                | UK93 (1 Wo.)UK |                                        |
| 2021 | The Fall Pebble Brain                     | UK64 (1 Wo.)UK |                                        |
| 2021 | Oh Yeah You Gonna Cry Pebble Brain        | UK67 (1 Wo.)UK |                                        |
| 2021 | Perfume Pebble Brain                      | UK69 (1 Wo.)UK |                                        |

Weitere Singles
- 2021: Knee Deep at ATP